# Muhurr
Muhurr, vroeger bekend als Fushë Muhur, is een plaats en voormalige gemeente in de stad (bashkia) Dibër in de prefectuur Dibër in Albanië. Sinds de gemeentelijke herindeling van 2015 doet Muhurr dienst als deelgemeente en is het een bestuurseenheid zonder verdere bestuurlijke bevoegdheden. De plaats telde bij de census van 2011 2780 inwoners.

## Bevolking
Volgens de volkstelling van 2011 telde de (voormalige) gemeente Muhurr 2.780 inwoners. Dat is een daling vergeleken met 4.407 inwoners op 1 april 2001. De bevolking bestaat hoofdzakelijk uit etnische Albanezen.
De bevolking van Muhurr is, in tegenstelling tot de rest van Albanië, vrij jong. Van de 2.780 inwoners waren er 663 tussen de 0 en 14 jaar oud, 1.885 inwoners waren tussen de 15 en 64 jaar oud en 232 inwoners waren 65 jaar of ouder.

#### Religie
De grootste religie in Muhurr is de islam. 
| Religieuze samenstelling in de plaats (bashki) Muhurr | Religieuze samenstelling in de plaats (bashki) Muhurr | Religieuze samenstelling in de plaats (bashki) Muhurr | Religieuze samenstelling in de plaats (bashki) Muhurr | Religieuze samenstelling in de plaats (bashki) Muhurr | Religieuze samenstelling in de plaats (bashki) Muhurr |
| Deelgemeente                                          | Aantal inwoners (census 2011)                         | Islam (%)                                             | Katholieke Kerk in Albanië (%)                        | Albanees-Orthodoxe Kerk (%)                           | Bektashi (%)                                          |
| ----------------------------------------------------- | ----------------------------------------------------- | ----------------------------------------------------- | ----------------------------------------------------- | ----------------------------------------------------- | ----------------------------------------------------- |
| Muhurr                                                | 2.780                                                 | 85,40 procent                                         | 0,04 procent                                          | -                                                     | -                                                     |